# نگاشت سایه
نگاشت سایه (انگلیسی: Shadow mapping) فرایندی است که در آن سایه‌ها به گرافیک سه‌بعدی رایانه‌ای اضافه می‌شوند. این مفهوم در سال ۱۹۷۸ توسط لنس ویلیامز در مقاله‌ای با عنوان «Casting curved shadows on curved surfaces» معرفی شد. از آن زمان در هر دوی صحنه‌های از پیش رندر شده و آنی (به انگلیسی: Real time) در بسیاری از بازی‌های رایانه‌ای و کنسول استفاده شده است.
در این تکنیک، سایه‌ها با آزمایش دیدن شدن اینکه آیا یک پیکسل توسط منبع نوری دیده می‌شود با مقایسهٔ آن با زد بافر یا عمق تصویر دید منبع نوری ذخیره شده که در قالب تکسچر ذخیره می‌شود تهیه می‌شوند.

## مراحل، به صورت تصویری

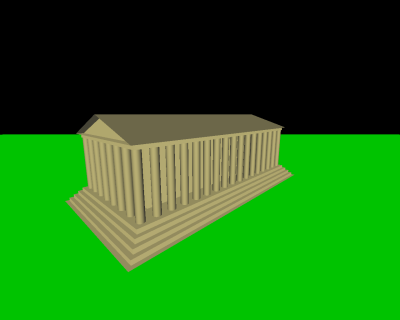
صحنهٔ بدون سایه
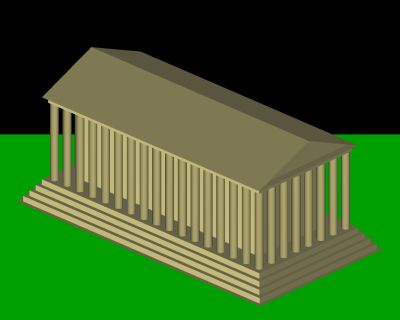
صحنهٔ رندرشده از دید منبع نور
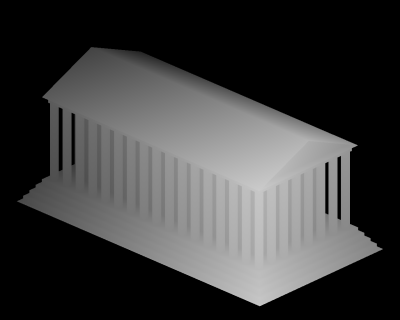
صحنه از دید منبع نور، نقشهٔ عمق
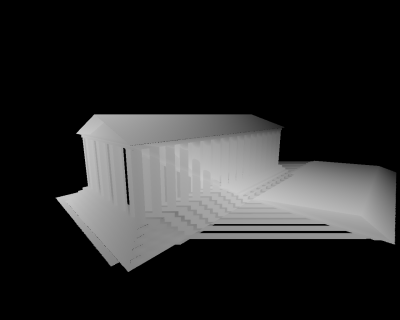
نقشهٔ عمق افکنده‌شده به صحنهٔ اصلی
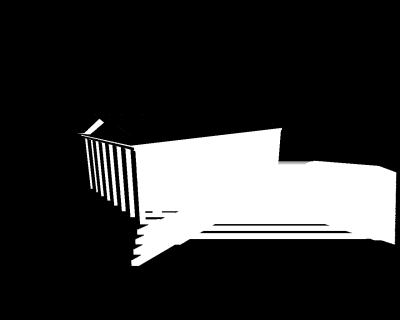
یافتن موارد ناموفق آزمایش نقشهٔ عمق
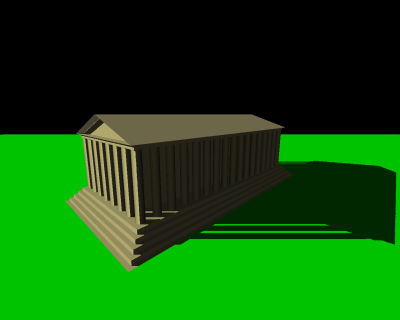
صحنهٔ با نگاشت سایه